# SubRip
SubRip je OCR program, ki v okolju Microsoft Windows razpoznava obliko in časovne razmike DVD podnapisov. SubRip je tudi ime naziv formata podnapisov, ki ga ta programska oprema ustvarja. Datoteke imajo pogosto končnico .srt .